# Список маяков Азербайджана
Ниже представлен список маяков Азербайджана.

## Список
| Название                                    | Местонахождение | Фото | Высота башни, м | Координаты                      | Год начала работы | Комментарии, ссылки |
| ------------------------------------------- | --------------- | ---- | --------------- | ------------------------------- | ----------------- | --- |
| Апшеронский маяк                            | Гюргян          |      | 101             | 40°24′25″ с. ш. 50°19′30″ з. д. | 1860              | Маяк ранее освещался керосиновой лампой, но в 1912 году лампа была заменена керосиново-калильной установкой, а с 1956 года электричеством (500 Вт) |
| Амбуранский маяк                            | Нардаран        |      | 72              | 40°34′59″ с. ш. 49°59′05″ з. д. | 1884              | В сентябре 1983 года огонь маяка из секторного стал круговым. |
| Астаринский маяк                            | Астара          |      | 25              | 38°26′45″ с. ш. 48°52′50″ з. д. |                   | |
| Бакинский маяк                              | Баку            |      | 60              | 40°21′04″ с. ш. 49°50′52″ з. д. |                   | |
| Маяк на острове Бёюк-Зиря (Наргинский маяк) | Бёюк-Зиря       |      | 42              | 40°17′44″ с. ш. 49°55′21″ з. д. | 1958              | Он освещал путь судам, входящим ночью в Бакинскую бухту при помощи керосиновофитильных горелок, а затем газовых фонарей со светооптическим аппаратом 4-го разряда. Этот маяк, освещенный в 1912 году ацетиленом, стал первым в Российской империи из указательных маяков, освещенных этим способом. |
| Чиловский маяк                              | Чилов           |      | 51              | 40°19′39″ с. ш. 50°36′41″ з. д. | 1881              | |
| Ленкоранский маяк                           | Ленкорань       |      | 33              | 38°45′34″ с. ш. 48°51′19″ з. д. | 1869              | Изначально маяк был расположен на берегу Каспийского моря, но в связи с падением уровня Каспия маяк оказался далеко от моря |
| Гарадагский маяк                            | Гарадаг         |      | 40              | 40°17′01″ с. ш. 49°44′05″ з. д. |                   | |
| Санги-Муганьский маяк (маяк Свиной)         | Сенги-Муган     |      | 50              | 39°45′24″ с. ш. 49°34′58″ з. д. | 1891              | |
| Шувелянский маяк                            | Шувелян         |      | 19              | 40°29′52″ с. ш. 50°13′47″ з. д. | 1907              | В настоящее время маяк находится в ведении военного ведомства, а обслуживающий персонал с семьями живет в двухэтажном здании маяка. |